# Vasile Ardel
Vasile Ardel (n. 23 septembrie 1969, d. 2 februarie 2024  Baia Mare) a fost un culturist din România, multiplu campion național de juniori și seniori, campion balcanic, campion european la seniori.

1991
World Amateur Championships - IFBB, BantamWeight, 12th

1993
European Amateur Championships - IFBB, BantamWeight, 3rd

1995
European Amateur Championships - IFBB, BantamWeight, 2nd

1998
European Amateur Championships - IFBB, LightWeight, 3rd

1999
European Amateur Championships - IFBB, LightWeight, 6th